# المنعطف الخاطئ 6: الملاذ الأخير
المنعطف الخاطئ 6: الملاذ الأخير (بالإنجليزية: Wrong Turn 6: Last Resort)‏ فيلم رعب تم انتاجه في الولايات المتحدة وصدر سنة 2014. بطولة سادي كاتس، اكويلا زول وانثوني الوت، وهو الجزء السادس من سلسلة أفلام الرعب لفة خاطئة.

## القصة
تدور أحداث الفيلم حول قيام وريث بدعوة شاب وأصدقائه إلى منتجع مهجور، في تلال فرجينيا، لكن هذا المنتجع مسكون بعدد من آكلي لحوم البشر.

## الميزانية والإيرادات
كلّف الفيلم ميزانية تقدر بـ 1.2 مليون دولار أمريكي.

## وصلات خارجية
- المنعطف الخاطئ 6 الملاذ الأخير على موقع IMDb (الإنجليزية)
- المنعطف الخاطئ 6 الملاذ الأخير على موقع روتن توميتوز (الإنجليزية)
- المنعطف الخاطئ 6 الملاذ الأخير على موقع ألو سيني (الفرنسية)
- المنعطف الخاطئ 6 الملاذ الأخير على موقع أول موفي (الإنجليزية)
- المنعطف الخاطئ 6 الملاذ الأخير على موقع قاعدة بيانات الأفلام السويدية (السويدية)
- المنعطف الخاطئ 6 الملاذ الأخير على موقع قاعدة بيانات الفيلم (الإنجليزية)
- المنعطف الخاطئ 6 الملاذ الأخير على موقع ليتربوكسد (الإنجليزية)
- المنعطف الخاطئ 6 الملاذ الأخير على موقع كينوبويسك (الروسية)

المنعطف الخاطئ 6 الملاذ الأخير على imdb
المنعطف الخاطئ 6 الملاذ الأخير على rotten tomatos